# Бичхорн
Бичхорн (на немски Bietschhorn) е връх в Бернските Алпи (Швейцария, кантон Вале). Намира се встрани от билото на този алпийски дял, от южната страна, поради което с внушителните си 3934 м. се издига мощно над долината на река Рона. Има стръмни склонове и вид на класическа пирамида, както и остър, тесен връх. В това отношение и по красота може да съперничи на най-известните алпийски първенци и дори на Матерхорн. Северните му склонове са включени в защитената територия Юнгфрау-Алеч - част от Списъка на световното културно и природно наследство на ЮНЕСКО. По тях има ледници, свързани с цялата ледникова система на Бернските Алпи. Тясната долина Льочентал го отделя от останалите върхове.
Днес основният достъп е от хижа Бичхорнхюте и е възможен само за добре подготвени алпинисти. Първото изкачване е дело Лесли Стивън на 13 август 1859 г. с трима местни водачи. То е осъществено по северния ръб. Първото покоряване по южния ръб (което е с много по-голяма техническа трудност) е постигнато от Е. фон Феленберг на 19 август 1867 г.